# Entedononecremnus imdasus
Entedononecremnus imdasus är en stekelart som beskrevs av Christer Hansson och Lasalle 2003. Entedononecremnus imdasus ingår i släktet Entedononecremnus och familjen finglanssteklar. Inga underarter finns listade i Catalogue of Life.